# Tiger Joe (film)
Pour la série de bande dessinée de Charlier et Greg, voir Tiger Joe.
Pour plus de détails, voir Fiche technique et Distribution.
Tiger Joe (Fuga dall'arcipelago maledetto) est un film italien réalisé par Antonio Margheriti, sorti en 1982.
Le slogan mis en exergue sur l'affiche du film est « Appelez ça de l'audace, de la bravoure ou du courage, un nom revient toujours, celui de Tiger Joe ! ». À l'instar de Nom de code : Oies sauvages, Section d'assaut ou Ultime Combat, Tiger Joe est un film italien surfant sur la « vietsploitation » américaine : Rambo sortira quelques mois plus tard aux États-Unis. Plusieurs scènes d'action de ce film sont issues d'un autre film de vietsploitation du même réalisateur : Héros d'apocalypse, sorti deux ans auparavant.

## Synopsis
Un ex-béret vert vétéran du Viêt-Nam devient mercenaire dans la lutte contre les khmers rouges.

## Fiche technique
Sauf indication contraire, les informations mentionnées dans cette section peuvent être confirmées par la base de données cinématographiques IMDb,  présente dans la section « Liens externes ».
- Titre original : Fuga dall'arcipelago maledetto (litt. « La Fuite de l'archipel maudit »)
- Titre français : Tiger Joe[3] ou Le Venin de la peur[4]
- Réalisateur : Antonio Margheriti
- Scénario : Gianfranco Coujoumdjian, Tito Carpi (it)
- Photographie : Riccardo Pallottini (it)
- Montage : Alberto Moriani (it)
- Musique : Carlo Savina
- Producteur : Gianfranco Coujoumdjian
- Sociétés de production : Flora Film, Gico Cinematografica S.r.l.
- Pays de production :  Italie
- Langue de tournage : italien
- Format : Couleur - 2,35:1 - Son mono - 35 mm
- Durée : 96 minutes
- Genre : Film d'action, Film de guerre
- Dates de sortie :
  - Italie : 18 août 1982[5]
  - France : 22 février 1983

## Distribution
- David Warbeck : Tiger Joe
- Malik Farrakhan (it) : Midnight
- Annie Belle : Kia
- Luciano Pigozzi : Lenny
- Giancarlo Badessi : Bronski
- Antonella Interlenghi
- Rene Abadeza

## Tournage
Le tournage s'est déroulé du 3 octobre 1981 à janvier 1982 aux Philippines et aux studios Incir de Paolis à Rome.